# Печаровці
Печаровці (словен. Pečarovci) — поселення в общині Пуцонці, Помурський регіон, Словенія. Висота над рівнем моря: 267,2 м.